# Liste der Bodendenkmäler in Kemnath
Auf dieser Seite sind die Bodendenkmäler in der Oberpfälzer Stadt Kemnath zusammengestellt. Diese Tabelle ist eine Teilliste der Liste der Bodendenkmäler in Bayern. Grundlage ist die Bayerische Denkmalliste, die auf Basis des Bayerischen Denkmalschutzgesetzes vom 1. Oktober 1973 erstmals erstellt wurde und seither durch das Bayerische Landesamt für Denkmalpflege geführt wird. Die folgenden Angaben ersetzen nicht die rechtsverbindliche Auskunft der Denkmalschutzbehörde.

## Bodendenkmäler in Kemnath
| Lage       | Objekt | Akten-Nr.     | Bild |
| ---------- | --- | ------------- | ---- |
| (Standort) | Endpaläolithische und mesolithische Freilandstation, vorgeschichtliche Siedlung. | D-3-6137-0001 |      |
| (Standort) | Spätpaläolithische und mesolithische Freilandstation, vorgeschichtliche Siedlung. | D-3-6137-0011 |      |
| (Standort) | Mesolithische Freilandstation. | D-3-6137-0012 |      |
| (Standort) | Spätpaläolithische und mesolithische Freilandstation. | D-3-6137-0013 |      |
| (Standort) | Spätpaläolithische und mesolithische Freilandstation. | D-3-6137-0014 |      |
| (Standort) | Mittelpaläolithische, spätpaläolithische und mesolithische Freilandstation. | D-3-6137-0015 |      |
| (Standort) | Spätpaläolithische und mesolithische Freilandstation, vorgeschichtliche Siedlung. | D-3-6137-0016 |      |
| (Standort) | Spätpaläolithische und mesolithische Freilandstation. | D-3-6137-0017 |      |
| (Standort) | Spätpaläolithische und mesolithische Freilandstation. | D-3-6137-0018 |      |
| (Standort) | Archäologische Befunde des Mittelalters und der frühen Neuzeit im Bereich des ehemaligen Hammerschlosses Schlackenhof, darunter die Spuren von Vorgängerbauten bzw. älterer Bauphasen.                     | D-3-6137-0020 |      |
| (Standort) | Abschnitt der Kurbayerischen Landesdefensionslinien (1702/1703). | D-3-6137-0021 |      |
| (Standort) | Spätpaläolithische und mesolithische Freilandstation. | D-3-6137-0023 |      |
| (Standort) | Spätpaläolithische und mesolithische Freilandstation. | D-3-6137-0024 |      |
| (Standort) | Archäologische Befunde im Bereich der mittelalterlichen Burg- und frühneuzeitlichen Schlossruine Waldeck.                                                                                                  | D-3-6137-0026 |      |
| (Standort) | Mesolithische Freilandstation. | D-3-6137-0027 |      |
| (Standort) | Mesolithische Freilandstation. | D-3-6137-0028 |      |
| (Standort) | Spätpaläolithische Freilandstation, mittelalterliche Wüstung. | D-3-6137-0030 |      |
| (Standort) | Mesolithische Freilandstation, vorgeschichtliche Siedlung. | D-3-6137-0032 |      |
| (Standort) | Mittelalterliche Wüstung „Altenkemnath“. | D-3-6137-0033 |      |
| (Standort) | Spätpaläolithische und mesolithische Freilandstation. | D-3-6137-0037 |      |
| (Standort) | Mesolithische Freilandstation. | D-3-6137-0040 |      |
| (Standort) | Spätpaläolithische und mesolithische Freilandstation. | D-3-6137-0047 |      |
| (Standort) | Mesolithische Freilandstation. | D-3-6137-0053 |      |
| (Standort) | Spätpaläolithische und mesolithische Freilandstation. | D-3-6137-0059 |      |
| (Standort) | Spätpaläolithische und mesolithische Freilandstation. | D-3-6137-0060 |      |
| (Standort) | Archäologische Befunde der frühen Neuzeit im Bereich des ehemaligen Schlosses von Höflas. | D-3-6137-0062 |      |
| (Standort) | Archäologische Befunde des Mittelalters und der frühen Neuzeit im Bereich des ehemaligen Schlosses Unterschönreuth, darunter die Spuren von Vorgängerbauten bzw. älterer Bauphasen.                        | D-3-6137-0066 |      |
| (Standort) | Archäologische Befunde des abgegangenen frühneuzeitlichen Schlosses Oberschönreuth. | D-3-6137-0067 |      |
| (Standort) | Archäologische Befunde des Mittelalters und der frühen Neuzeit im Bereich der katholischen Kapelle St. Sebastian in Schönreuth, darunter die Spuren von Vorgängerbauten bzw. älterer Bauphasen.            | D-3-6137-0068 |      |
| (Standort) | Mittelalterliche und frühneuzeitliche Wüstung des Marktes Waldeck. | D-3-6137-0069 |      |
| (Standort) | Aufgelassener frühneuzeitlicher Friedhof von Waldeck. | D-3-6137-0070 |      |
| (Standort) | Archäologische Befunde des Mittelalters und der frühen Neuzeit im historischen Stadtkern von Kemnath. | D-3-6137-0085 |      |
| (Standort) | Archäologische Befunde der mittelalterlichen und frühneuzeitlichen Stadtbefestigung von Kemnath. | D-3-6137-0086 |      |
| (Standort) | Archäologische Befunde im Bereich der katholischen Pfarrkirche Mariä Himmelfahrt in Kemnath, darunter die Spuren von Vorgängerbauten bzw. älterer Bauphasen und der aufgelassene historische Ortsfriedhof. | D-3-6137-0087 |      |
| (Standort) | Mittelalterlicher Burgstall. | D-3-6137-0088 |      |
| (Standort) | Archäologische Befunde des Mittelalters und der frühen Neuzeit im Bereich der katholischen Kirche St. Georg in Oberndorf.                                                                                  | D-3-6137-0089 |      |
| (Standort) | Archäologische Befunde der frühen Neuzeit im Bereich der katholischen Friedhofskirche St. Maria Magdalena in Kemnath.                                                                                      | D-3-6137-0091 |      |
| (Standort) | Untertägige Befunde des spätmittelalterlichen Adelssitzes und frühneuzeitlichen Schlosses Anzenberg. | D-3-6137-0099 |      |
| (Standort) | Archäologische Befunde des frühneuzeitlichen Adelssitzes von Berndorf. | D-3-6137-0105 |      |
| (Standort) | Archäologische Befunde des abgegangenen frühneuzeitlichen Hammerschlosses von Fortschau und seiner Vorgängerbauten.                                                                                        | D-3-6137-0107 |      |
| (Standort) | Archäologische Befunde des abgegangenen frühneuzeitlichen Schlosses von Haunritz. | D-3-6137-0112 |      |
| (Standort) | Archäologische Befunde des Mittelalters und der frühen Neuzeit im Bereich des ehemaligen Hammerschlosses in Kaibitz, darunter die Spuren von Vorgängerbauten bzw. älterer Bauphasen.                       | D-3-6137-0114 |      |
| (Standort) | Archäologische Befunde des abgegangenen frühneuzeitlichen Schlosses von Kötzersdorf. | D-3-6137-0116 |      |
| (Standort) | Mittelalterliche und frühneuzeitliche Wüstung Oberneumühle. | D-3-6137-0122 |      |
| (Standort) | Frühneuzeitliche Wüstung „Unterneumühle“. | D-3-6137-0123 |      |
| (Standort) | Archäologische Befunde der abgegangenen spätmittelalterlichen und frühneuzeitlichen Kirche St. Ulrich in Guttenberg                                                                                        | D-3-6137-0150 |      |
| (Standort) | Verebneter Abschnitt der Kurbayerischen Landesdefensionslinien (1702/1703). | D-3-6137-0161 |      |
| (Standort) | Wallanlage vor- und frühgeschichtlicher Zeitstellung. | D-3-6137-0163 |      |
| (Standort) | Archäologische Befunde des Mittelalters und der frühen Neuzeit im Bereich des ehemaligen Hammerschlosses Hopfau.                                                                                           | D-3-6138-0082 |      |